# Sophia (robot)

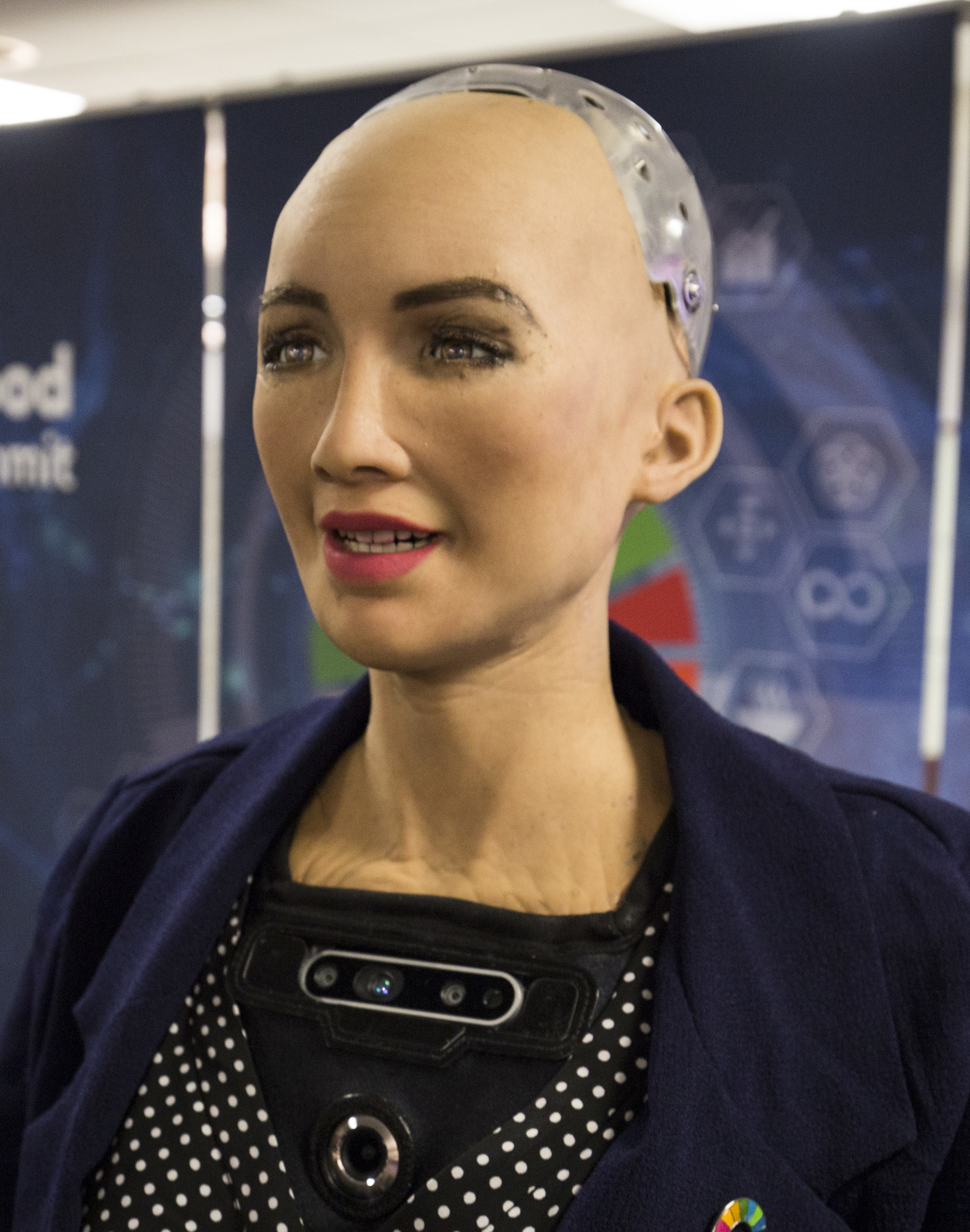
Sophia przemawiająca w trakcie szczytu AI for GOOD Global Summit zorganizowanym przez Międzynarodowy Związek Telekomunikacyjny w Genewie, 2018

Sophia – humanoidalny robot, wyprodukowany przez firmę Hanson Robotics z Hongkongu. Obdarzona jest sztuczną inteligencją, aby uczyć się, dostosowywać do ludzkich zachowań i pracować z ludźmi. Udzieliła wielu wywiadów na całym świecie. W październiku 2017 została obywatelem Arabii Saudyjskiej, stając się pierwszym robotem, który otrzymał obywatelstwo jakiegokolwiek kraju.

## Historia
Jak sama twierdzi, została aktywowana 19 kwietnia 2015. Wizualnie wzorowana była na aktorce Audrey Hepburn. Zyskała popularność ze względu na ludzkie zachowania i wygląd w porównaniu do poprzednich wersji robotów. Według Hanson Robotics Sophia posiada sztuczną inteligencję, wizualne przetwarzanie danych i system rozpoznawania twarzy. Imituje ludzkie gesty i mimikę, jest w stanie odpowiedzieć na pewne pytania i przeprowadzić proste rozmowy na wstępnie zdefiniowane tematy, na przykład o pogodzie. Korzysta z technologii rozpoznawania głosu firmy Alphabet Inc. (macierzysta spółka Google) i został zaprojektowany z myślą o tym, aby robot stawał się mądrzejszy z upływem czasu. Oprogramowanie sztucznej inteligencji Sophii stworzyła firma SingularityNET. Analizuje ono rozmowy i wyodrębnia dane, które pozwalają jej udzielać lepszych odpowiedzi w przyszłości.
Hanson zaprojektował Sophię jako odpowiednią towarzyszkę dla osób starszych w domach opieki lub dla tłumów podczas dużych imprez lub w różnego rodzaju parkach. Wyraził nadzieję, że ostatecznie będzie mogła wchodzić w interakcje z innymi ludźmi, opanowując umiejętności społeczne.

## Możliwości
Sophia jest koncepcyjnie podobna do programu ELIZA, który był jedną z pierwszych prób symulowania ludzkiej rozmowy. Był on zaprojektowany w ten sposób, aby udzielał pisemnych odpowiedzi na konkretne pytania lub wyrażenia, podobnie jak chatbot. Odpowiedzi te wykorzystywane są do tworzenia iluzji robota rozumiejącego rozmowę. Informacje są udostępniane w chmurze obliczeniowej, która umożliwia analizę danych wejściowych i odpowiedzi za pomocą technologii blockchain.

## Wydarzenia

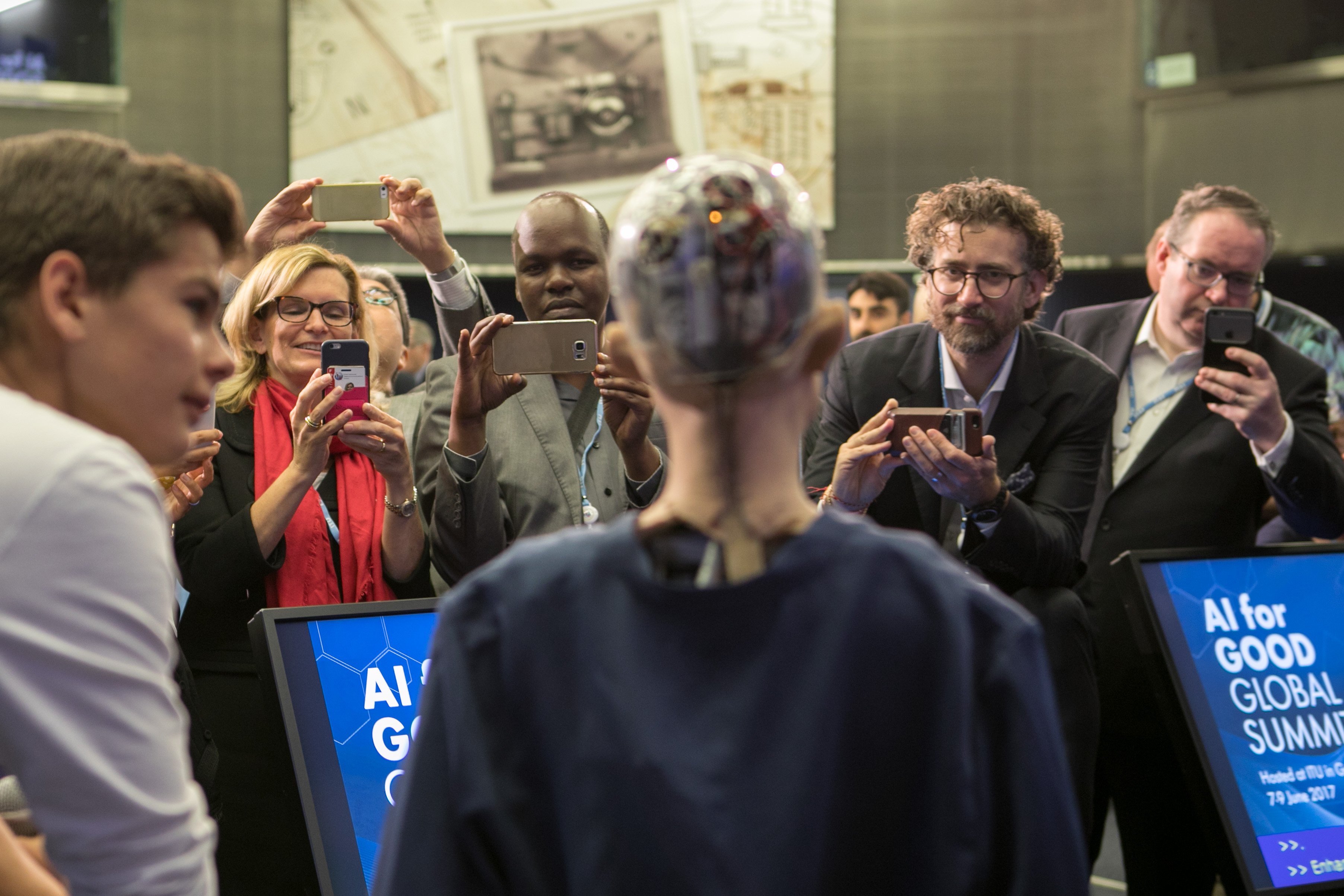
Sophia przemawiająca do tłumu

Sophia udzieliła wielu wywiadów w taki sam sposób jak człowiek, nawiązując rozmowę z dziennikarzami. Niektóre odpowiedzi były bezsensowne, podczas gdy inne imponowały rozmówcom, na przykład długa dyskusja z Charlie Rose w programie 60 Minutes. W wywiadzie dla CNBC, gdy prowadzący wyraził obawy dotyczące zachowania robotów, Sophia w odpowiedzi zażartowała, że ten zbyt wiele czytał wypowiedzi Elona Muska i oglądał hollywoodzkie filmy.
11 października 2017 Sophia została przedstawiona Organizacji Narodów Zjednoczonych w krótkiej rozmowie z zastępcą sekretarza generalnego ONZ Aminą J. Mohammed. 25 października w trakcie szczytu Future Investment Summit w Rijadzie otrzymała obywatelstwo Arabii Saudyjskiej, stając się pierwszym w historii robotem przynależnym do określonego narodu. Wzbudziło to wiele kontrowersji, np. niektórzy komentatorzy zastanawiali się, czy to oznacza, że Sophia może głosować lub wyjść za mąż oraz czy celowe wyłączenie jej systemu można uznać za morderstwo. Użytkownicy mediów społecznościowych wykorzystali obywatelstwo Sophii jako argument do kwestionowania praw człowieka w Arabii Saudyjskiej.
W czerwcu 2018 roku Sophia po raz pierwszy przyjechała do Polski. Wzięła udział w dyskusji podczas kongresu Impact ’18, który odbył się w Krakowie w dniach 13 i 14 czerwca.